# Astroide

Astroide

En matemàtica, un astroide és un tipus particular d'hipocicloide, una corba amb quatre vèrtexs. Els astroides són també corbes de Lamé: tots els astroides són versions a escala de la corba especificada per l'equació:
{\displaystyle x^{2/3}+y^{2/3}=1.\,}
El seu nom modern ve de la paraula grega asteros, "estrella". La corba tenia diversos noms, incloent-hi tetracúspide, cubocicloide, i paracicle. És gairebé idèntica en la forma a l'evoluta d'una el·lipse.

Construcció de l'astroide

El camí que segueix un punt d'una circumferència de radi 1/4 rodolant dins d'una circumferència del radi 1 traça una astroide. Un segment de recta de la llargada 1 que llisqui amb un extrem a l'eix d'abscisses i l'altre a l'eix d'ordenades, és sempre tangent a l'astroide (que és per això un envolupant). Les seves equacions paramètriques són:
{\displaystyle x=\cos ^{3}\theta ,\qquad y=\sin ^{3}\theta .}
L'astroide és el lloc geomètric real d'una corba algebraica plana del gènere zero. Té l'equació:
{\displaystyle (x^{2}+y^{2}-1)^{3}+27x^{2}y^{2}=0.\,}
L'astroide és per això del grau sis, i té quatre singularitats de cúspide en el pla real, els vèrtexs de l'estrella. Té dues singularitats complexes de cúspide més a l'infinit, i quatre punts dobles complexos, en total té deu singularitats.
La corba dual de l'astroide és la corba cruciforme amb l'equació {\displaystyle \textstyle x^{2}y^{2}=x^{2}+y^{2}.}
L'evoluta d'una astroide és una astroide dues vegades més gran.
Una astroide creada en rodolar una circumferència dins d'una circumferència del radi {\displaystyle a} tindrà una àrea de {\displaystyle {\frac {3}{8}}\pi a^{2}} i un perímetre de 6a.

## Corbes relacionades
- Deltoide: corba amb tres cúspides.